# Cristian Toro
Cristian Isaac Toro Carballo (* 29. April 1992 in La Asunción, Venezuela) ist ein spanischer Kanute.

## Karriere
Cristian Toro sicherte sich seine erste internationale Medaille sogleich bei seinem Olympiadebüt 2016 in Rio de Janeiro. Im Zweier-Kajak startete er mit Saúl Craviotto auf der 200-Meter-Sprintstrecke und qualifizierte sich nach einem Sieg im Vorlauf direkt für das Finale. Dort überquerten sie nach 32,075 Sekunden als Erste das Ziel und wurden vor den Briten Liam Heath und Jon Schofield sowie Aurimas Lankas und Edvinas Ramanauskas aus Litauen Olympiasieger. Im Jahr darauf gewann Toro zusammen mit Carlos Garrote im Zweier-Kajak über dieselbe Distanz wie auch im Vierer-Kajak über 500 Meter jeweils die Silbermedaille bei den Weltmeisterschaften in Račice u Štětí. Auch 2018 belegte er bei den Weltmeisterschaften in Montemor-o-Velho in diesen beiden Disziplinen den zweiten Platz. Sein Partner im Zweier-Kajak war diesmal wieder Saúl Craviotto. Ebenfalls 2018 wurde Toro mit Craviotto bei den Europameisterschaften in Belgrad im Zweier-Kajak auf der 200-Meter-Distanz Europameister. Darüber hinaus sicherte er sich auch im Vierer-Kajak den Titelgewinn. Zweimal vertrat er Spanien auch bei Europaspielen, ohne jedoch eine Medaille zu gewinnen. 2015 verpasste er in Baku als Vierter im Zweier-Kajak knapp das Podest.